# فاسيليكي (تريكالا)
فاسيليكي (Βασιλική) هي مدينة في تريكالا في مقاطعة فوريا إلادا في اليونان.
يبلغ عدد سكانها حوالي 1268 نسمة.